# قطمة (عفرين)
قطمة قرية سوريّة تتبع إداريّاً لمحافظة حلب منطقة عفرين ناحية شران. بلغ تعداد سكانها 1,215 نسمة حسب التعداد السكاني لعام 2004.